# Jean Baptiste Corabœuf
Jean-Baptiste Corabœuf, né à Nantes le 22 avril 1777 et mort à Neuilly-sur-Seine le 11 janvier 1859, est un ingénieur géographe français.

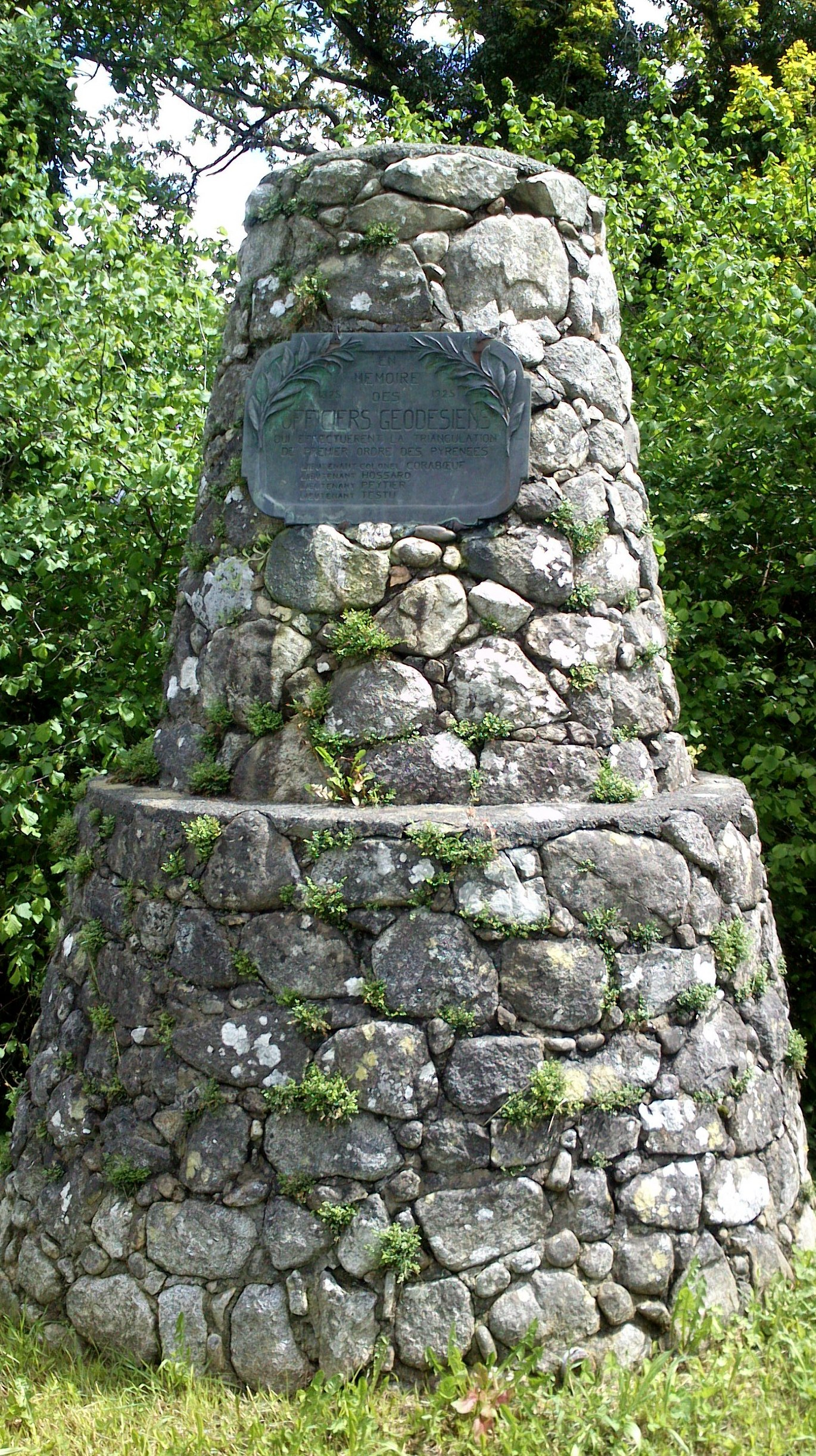
Monuments à la gloire des géodésiens sur la route du col du Soulor - Jean Baptiste Corabœuf

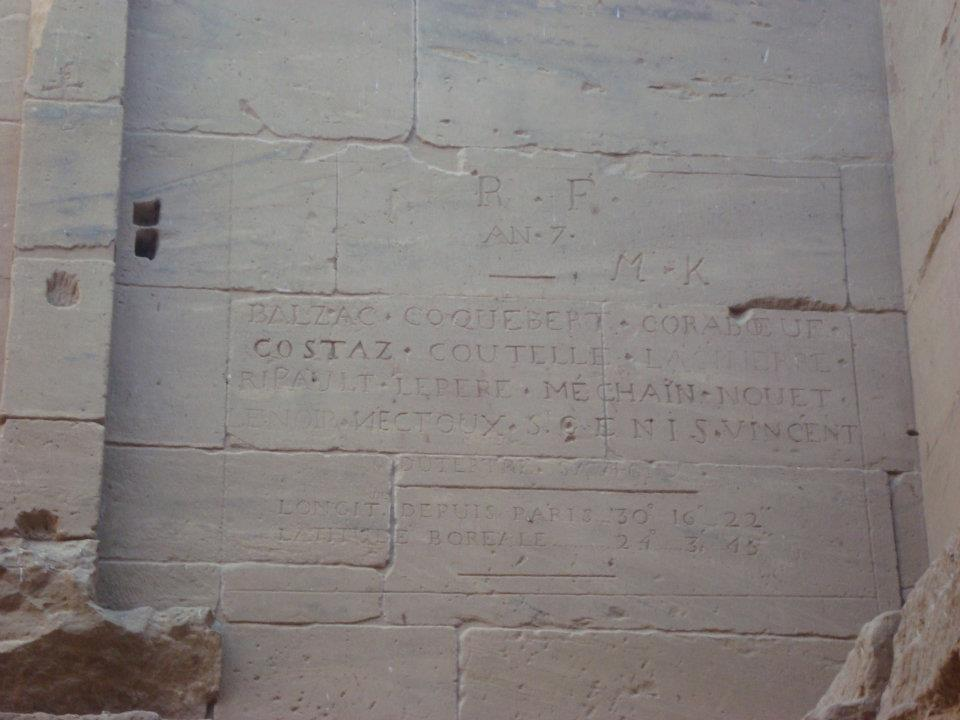
Vue du mur où figure le nom de Jean-Baptiste Coraboeuf au côté des noms des autres membres de la campagne d'Égypte

## Biographie
Élève de Polytechnique en 1794, il fait partie de la campagne d'Égypte. Il aide Nicolas-Antoine Nouet à calculer la longitude d'Alexandrie, la latitude de Damiette, et collabore à la carte du delta du Nil. On peut encore voir son nom, avec ceux de membres de la Commission des sciences et des arts, gravé sur les ruines du temple de Philæ.
De retour en France, il fait partie des officiers géodésiens chargés de la triangulation des Pyrénées (1825-1827) en vue de dresser la nouvelle carte d'État-Major avec ses confrères Peytier, Hossard et Testu. Avec Testu, il est chargé de la triangulation de la partie est des Pyrénées. Il devient colonel d'État-Major en 1831, lorsque le corps des ingénieurs-géodésiens est supprimé et versé à l'État-Major. Il est chargé de la correction des calculs de la carte de France. Il prend sa retraite, le 9 juillet 1837.
Une rue porte son nom à Nantes.